# Fascist Cops
Fascist Cops is een Engelstalig liedje van de Belgische band The Kids uit 1978.
Het nummer verscheen op de LP The Kids (1978).

## Meewerkende artiesten
- Producer
  - Leo Caerts
- Muzikanten
  - Danny De Haes (basgitaar)
  - Eddy De Haes (drums en zang)
  - Ludo Mariman (elektrische gitaar en zang)